# Battaglia di Kinburn (1855)
La battaglia di Kinburn fu una battaglia navale combattuta nelle fasi finali della guerra di Crimea. Forze navali della Marine Nationale e della Royal Navy attaccarono alcune fortificazioni costiere russe nella penisola di Kinburn, nella costa sud dell'estuario del Dnepr. A causa dei danni subiti dopo quattro ore di bombardamento, i russi consegnarono il Forte di Kinburn, sito sull'omonimo cordone litorale, agli anglo-francesi.

## La battaglia

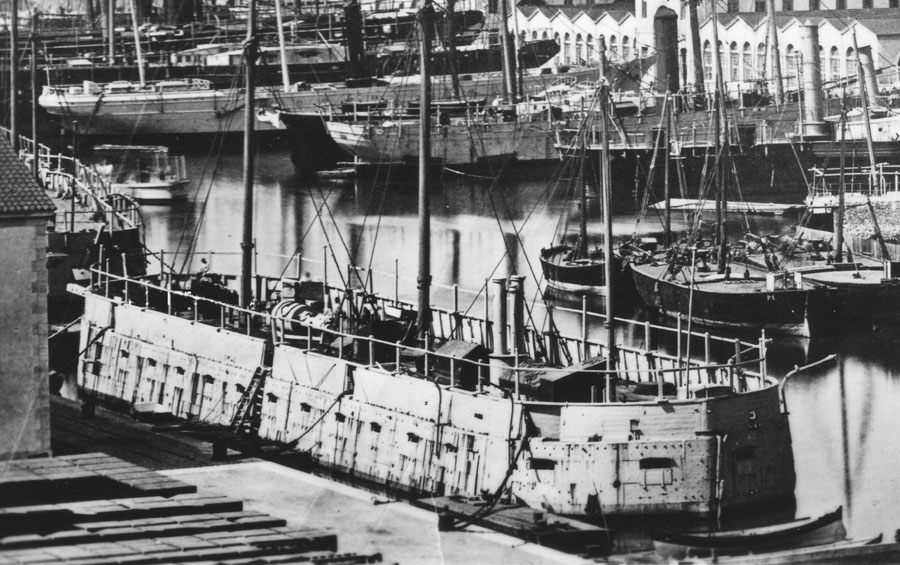
La Lave, una delle batterie galleggianti francesi

Tra le file francesi vi erano tre batterie galleggianti, si trattava di tre unità classe Dévastation: la Dévastation, la Tonnante e la Lave. Si trattava di imbarcazioni che pesantemente corazzate ed armate, ma adatte solo a brevi spostamenti costieri. 
Le tre batterie aprirono il fuoco contro le fortificazioni russe alle 9:30, cessando il bombardamento solo a mezzogiorno inoltrato. Complessivamente spararono 3 177 colpi, riducendo il forte in macerie. Al contrario, grazie alla pesante corazzatura, le tre imbarcazioni si rivelarono praticamente immuni ai colpi dei cannoni russi. La Dévastation e la Tonnante furono centrate rispettivamente da 67 e 66 colpi, gli unici danni subiti furono causati da due colpi che riuscirono a passare attraverso le aperture dei cannoni e di un terzo che colpì un portello difettoso, causando un totale di 2 morti e 24 feriti. A mezzogiorno, all'attacco si unirono i vascelli, che aprirono il fuoco su quanto rimaneva delle fortificazioni russe.
Alla fine, dopo circa quattro ore di bombardamento, la guarnigione russa consegnò il forte alle forze anglo-francesi. Si trattò della loro ultima vittoria del conflitto, in quanto l'assedio di Kars, concluso nel novembre dello stesso anno ed ultima grande operazione della guerra in Crimea, terminò con la vittoria delle forze russe

## Eredità
La battaglia in sé fu insignificante per le sorti del conflitto, ma fu di vitale importanza nella storia della marina militare, in quanto vide il primo impiego di un primitivo tipo di nave corazzata, le già citate batterie galleggianti. 
Assieme alla battaglia di Sinope, in cui grazie all'uso dei nuovi proiettili esplosivi la flotta russo annientò le navi in legno ottomane, la battaglia di Kinburn fu vitale nel passaggio dalle navi in legno a quelle corazzate.